# Hordeum blomii
Hordeum blomii är en gräsart som beskrevs av Albert Thellung. Hordeum blomii ingår i släktet kornsläktet, och familjen gräs. Inga underarter finns listade i Catalogue of Life.